# Caledonia (North Dakota)
Caledonia ist ein Dorf im Traill County im US-Bundesstaat Norddakota, das Nahe der Mündung des Goose River in den Red River liegt. Es ist eine der ältesten Siedlungen im Bezirk und war dessen Hauptort, bis die Errichtung einer einige Kilometer von Caledonia entfernten Bahnstrecke die Bevölkerungszentren verschob. Bei der Volkszählung 2020 wurde der Ort als census-designated place mit 37 Menschen erfasst.
Caledonia liegt etwa eine Meile östlich des Red River zu beiden Seiten des Goose River auf höherem Grund. Vier Kilometer westlich, auf der anderen Seite des Red Rivers, liegt Shelly in Minnesota, der heutige County Seat Hillsboro befindet sich etwa 30 Kilometer entfernt flussaufwärts am Goose River.
Im Frühling 1871 errichteten westliche Siedler erste Häuser, die Streusiedlung war damals nach dem Fluss als Goose River bekannt. Einer der Kolonisten eröffnete am 19. August 1875 ein Postamt, das er nach seiner Heimat benannte, dem Caledonia County in Vermont. Mit der Gründung des Traill Countys im gleichen Jahr bestimmte man den nun Caledonia genannten Ort zum Verwaltungssitz. In Caledonia wurde der in der Gegend angebaute Weizen auf Boote umgeschlagen, die den Red River befuhren. Außerdem kamen Postkutschenkurse durch den Ort. Es gab eine Schule, eine Wochenzeitung, Kirchen und Geschäfte. Als Vorgängergesellschaften der Great Northern Railway eine Bahnstrecke durch die Region errichteten, die den Ort Caledonia nicht berührte, nahm dessen Relevanz ab. Die Postkutschenlinie wurde eingestellt, die Schifffahrt verlor an Bedeutung. Der Eisenbahnort Hillsboro bewarb sich 1890 als neuer Verwaltungssitz. Die Entscheidung war so umstritten, dass die Menschen in Caledonia sich bewaffneten und Wachposten aufstellten. Sie organisierten sich in einem Komitee und engagierten einen bekannten Redner. Die Wahl ging dennoch deutlich zu Gunsten von Hillsboro aus, seit dem Juni 1896 ist der Ort Verwaltungssitz. Caledonia verlor in der Folge so sehr an Bedeutung, dass der Ort heute fast verlassen ist.